# Marc Roca
Ne pas confondre avec l'écrivain espagnol Marc Romera Roca.
Marc Roca Junqué, né le 26 novembre 1996 à Vilafranca del Penedès, est un footballeur espagnol qui joue au poste de milieu de terrain au Real Betis.
Formé au RCD Espanyol, Roca commence sa carrière avec l'équipe B avant de découvrir la Liga en 2016. Talent du centre de formation, il parvient à s'imposer chez les Pericos lors de la saison 2018-2019.
En octobre 2020, après avoir été  sollicité par de nombreux cadors européens, Roca rejoint le Bayern Munich. Après deux ans chez le géant allemand où il ne parvient pas à s’imposer, il signe à Leeds United durant le mercato estival 2022.
Convoqué chez les jeunes en sélection, Roca remporte le Championnat d'Europe espoirs en 2019.

## Biographie

### Carrière en club

#### Espanyol
Roca fait ses débuts avec l'équipe professionnelle du RCD Espanyol le 26 août 2016 en entrant en jeu contre le Málaga CF lors d'un match nul 2-2 au RCDE Stadium, en Liga.
Il inscrit son premier but professionnel le 21 avril 2019, face au Levante UD, lors d'un match de Liga 2018-2019 (match nul 2-2 au stade Ciutat de València).
La saison 2019-2020 voit l'Espanyol être relégué pour la première fois depuis 1994, finissant dernier du championnat. Malgré un exercice délicat, Roca continue de confirmer son talent et son importance au sein de l'effectif des Pericos.
Roca est sollicité par de nombreux clubs lors de l'été 2020 mais demeure un joueur de l'Espanyol au début de la saison 2020-2021. Le 12 septembre 2020, il joue son premier match de Segunda División en entrant en jeu lors d'une victoire 3-0 contre l'Albacete Balompié. La journée suivante, Roca se fait expulser après avoir reçu un second carton jaune face au RCD Majorque.
Malgré la reprise avec les Pericos, les rumeurs de départ de Roca sont toujours présentes et le Bayern Munich, déjà intéressé par le joueur lors de l'été 2019 et cherchant à se renforcer au milieu de terrain, se montre le plus entreprenant.
En octobre 2020, Roca rejoint finalement le Bayern. Il quitte son club formateur après un parcours de douze ans en son sein et 121 matchs pour trois buts toutes compétitions confondues avec l'équipe première, dont 103 de Liga, entre 2016 et 2020. Porteur du numéro 21, en hommage à Dani Jarque, Roca est considéré comme l'un des meilleurs talents sorti du centre de formation catalan et est apprécié des supporters.

#### Bayern Munich
Le 4 octobre 2020, Roca signe un contrat de cinq ans au Bayern Munich pour un montant de transfert estimé à neuf millions d'euros. Héritant du numéro 22, il affirme : « C'est un rêve devenu réalité. Je pense que le FC Bayern est le meilleur club du monde et a une forte tradition. »
Pour ses débuts, Roca est titularisé par Hansi Flick le 15 octobre contre le FC Düren en Coupe d'Allemagne et joue l'intégralité de la rencontre, remportée 0-3 par le Bayern. Le 31 octobre, il dispute son premier match de Bundesliga en remplaçant Serge Gnabry dans les arrêts de jeu face à Cologne. Roca découvre la Ligue des champions le 25 novembre en débutant le match face au Red Bull Salzbourg au cours duquel il est expulsé après avoir reçu deux cartons jaunes.
Le 13 janvier 2021, Roca entre en jeu contre le Holstein Kieler lors du deuxième tour de la Coupe d'Allemagne qui se prolonge jusqu'aux tirs au but après un nul 2-2. L'Espagnol voit son pénalty arrêté par le gardien adverse et le Bayern est finalement sorti de la compétition après un tir réussi des adversaires. Il s'agit de la deuxième défaite du club en 2021, dépassant le total de l'année précédente. Roca obtient sa première titularisation en championnat le 30 janvier face à Hoffenheim (victoire 4-1). À l’issue de la saison, Roca totalise six matchs de championnat et onze toutes compétitions confondues, signe d’une intégration difficile. Cependant, il ajoute son premier titre en club avec le sacre du Bayern en Bundesliga.
La saison 2021-2022 est marquée par l'arrivée de Julian Nagelsmann sur le banc. Cependant, la situation de Roca sous le nouvel entraîneur n’évolue pas et il reste un second couteau au sein d’un effectif compétitif. Il dispute treize matchs sur l’ensemble de l’exercice qui voit le club une nouvelle fois sacré en championnat. En manque de temps de jeu depuis deux saisons, l’avenir de Roca en Bavière semble incertain.

#### Leeds United
Le 17 juin 2022, Leeds United annonce la signature de Roca pour quatre saisons contre la somme de quatorze millions d’euros.

### Carrière en sélection
Le 28 décembre 2016, Roca dispute un match avec l'équipe de Catalogne face à la Tunisie, à Gérone (3-3, puis défaite aux tirs au but 4-2).
Roca joue son premier match avec les espoirs le 11 septembre 2018, face à l'Irlande du Nord, lors d'un match de qualification pour le Championnat d'Europe espoirs 2019 (défaite 2-1 au stade Carlos-Belmonte). Grâce à leur qualification, l'Espagne dispute l'Euro espoirs, qui a lieu en Italie et à Saint-Marin du 16 au 30 juin 2019. Lors de cette compétition, la sélection espagnole atteint la finale, opposée à l'Allemagne. Roca commence la rencontre, aux côtés de Fabián Ruiz, dans le milieu de terrain. Les Espagnols gagnent le match face aux Allemands sur le score de 2-1 au stade Friuli,.

## Statistiques
| Saison                | Club                  | Championnat           | Championnat | Championnat | Championnat | Coupe nationale | Coupe nationale | Coupe nationale | Coupe de la Ligue | Coupe de la Ligue | Coupe de la Ligue | Compétition(s) continentale(s) | Compétition(s) continentale(s) | Compétition(s) continentale(s) | Compétition(s) continentale(s) | Autres compétitions | Autres compétitions | Autres compétitions | Autres compétitions | Total | Total | Total |
| Saison                | Club                  | Division              | M.          | B.          | P.d.        | M.              | B.              | P.d.            | M.                | B.                | P.d.              | Comp.                          | M.                             | B.                             | P.d.                           | Comp.               | M.                  | B.                  | P.d.                | M.    | B.    | P.d.  |
| 2014-2015             | RCD Espanyol B        | 2ªB                   | 11          | 1           | -           | -               | -               | -               | -                 | -                 | -                 | -                              | -                              | -                              | -                              | -                   | -                   | -                   | -                   | 11    | 1     | 0     |
| 2015-2016             | RCD Espanyol B        | 2ªB                   | 34          | 3           | -           | -               | -               | -               | -                 | -                 | -                 | -                              | -                              | -                              | -                              | -                   | -                   | -                   | -                   | 34    | 3     | 0     |
| 2016-2017             | RCD Espanyol B        | 2ªB                   | 6           | 2           | -           | -               | -               | -               | -                 | -                 | -                 | -                              | -                              | -                              | -                              | -                   | -                   | -                   | -                   | 6     | 2     | 0     |
| Sous-total            | Sous-total            | Sous-total            | 51          | 6           | -           | -               | -               | -               | -                 | -                 | -                 | -                              | -                              | -                              | -                              | -                   | -                   | -                   | -                   | 51    | 6     | 0     |
| 2016-2017             | RCD Espanyol          | Liga                  | 25          | 0           | 1           | 1               | 0               | 0               | -                 | -                 | -                 | -                              | -                              | -                              | -                              | -                   | -                   | -                   | -                   | 26    | 0     | 1     |
| 2017-2018             | RCD Espanyol          | Liga                  | 8           | 0           | 0           | 1               | 0               | 0               | -                 | -                 | -                 | -                              | -                              | -                              | -                              | -                   | -                   | -                   | -                   | 9     | 0     | 0     |
| 2018-2019             | RCD Espanyol          | Liga                  | 35          | 1           | 2           | 5               | 0               | 0               | -                 | -                 | -                 | -                              | -                              | -                              | -                              | -                   | -                   | -                   | -                   | 40    | 1     | 2     |
| 2019-2020             | RCD Espanyol          | Liga                  | 35          | 2           | 1           | 1               | 0               | 0               | -                 | -                 | -                 | C3                             | 8                              | 0                              | 2                              | -                   | -                   | -                   | -                   | 44    | 2     | 3     |
| 2020-2021             | RCD Espanyol          | LaLiga 2              | 2           | 0           | 0           | -               | -               | -               | -                 | -                 | -                 | -                              | -                              | -                              | -                              | -                   | -                   | -                   | -                   | 2     | 0     | 0     |
| Sous-total            | Sous-total            | Sous-total            | 105         | 3           | 4           | 8               | 0               | 0               | 0                 | 0                 | 0                 | -                              | 8                              | 0                              | 2                              | -                   | 0                   | 0                   | 0                   | 121   | 3     | 6     |
| 2020-2021             | Bayern Munich         | Bundesliga            | 6           | 0           | 0           | 2               | 0               | 0               | -                 | -                 | -                 | C1                             | 2                              | 0                              | 0                              | CMC                 | 1                   | 0                   | 0                   | 11    | 0     | 0     |
| 2021-2022             | Bayern Munich         | Bundesliga            | 9           | 0           | 0           | 0               | 0               | 0               | -                 | -                 | -                 | C1                             | 4                              | 0                              | 0                              | -                   | -                   | -                   | -                   | 13    | 0     | 0     |
| Sous-total            | Sous-total            | Sous-total            | 15          | 0           | 0           | 2               | 0               | 0               | -                 | -                 | -                 | -                              | 6                              | 0                              | 0                              | -                   | 1                   | 0                   | 0                   | 24    | 0     | 0     |
| 2022-2023             | Leeds United          | Premier League        | 31          | 1           | 2           | 3               | 0               | 0               | 1                 | 0                 | 0                 | -                              | -                              | -                              | -                              | -                   | -                   | -                   | -                   | 35    | 1     | 2     |
| Sous-total            | Sous-total            | Sous-total            | 31          | 1           | 2           | 3               | 0               | 0               | 1                 | 0                 | 0                 | -                              | 0                              | 0                              | 0                              | -                   | 0                   | 0                   | 0                   | 35    | 1     | 2     |
| 2023-2024             | Betis Séville (prêt)  | La Liga               | 26          | 2           | 1           | 3               | 1               | 1               | -                 | -                 | -                 | C3+C4                          | 6+2                            | 1+0                            | 0+0                            | -                   | -                   | -                   | -                   | 37    | 4     | 2     |
| 2024-2025             | Betis Séville         | La Liga               | 12          | 2           | 2           | 0               | 0               | 1               | -                 | -                 | -                 | C4                             | 3                              | 0                              | 0                              | -                   | -                   | -                   | -                   | 15    | 2     | 3     |
| Sous-total            | Sous-total            | Sous-total            | 38          | 4           | 3           | 3               | 1               | 1               | 0                 | 0                 | 0                 | -                              | 11                             | 1                              | 0                              | -                   | 0                   | 0                   | 0                   | 52    | 6     | 4     |
| Total sur la carrière | Total sur la carrière | Total sur la carrière | 241         | 14          | 9           | 16              | 1               | 1               | 1                 | 0                 | 0                 | -                              | 25                             | 1                              | 2                              | -                   | 1                   | 0                   | 0                   | 284   | 16    | 12    |

## Palmarès
Avec le Bayern Munich, Roca remporte ses premiers titres avec les sacres en Bundesliga en 2021 et 2022.
En sélection, avec l'équipe d'Espagne espoirs, Roca est sacré champion d'Europe en 2019.